# Pfarrkirche St. Oswald bei Freistadt

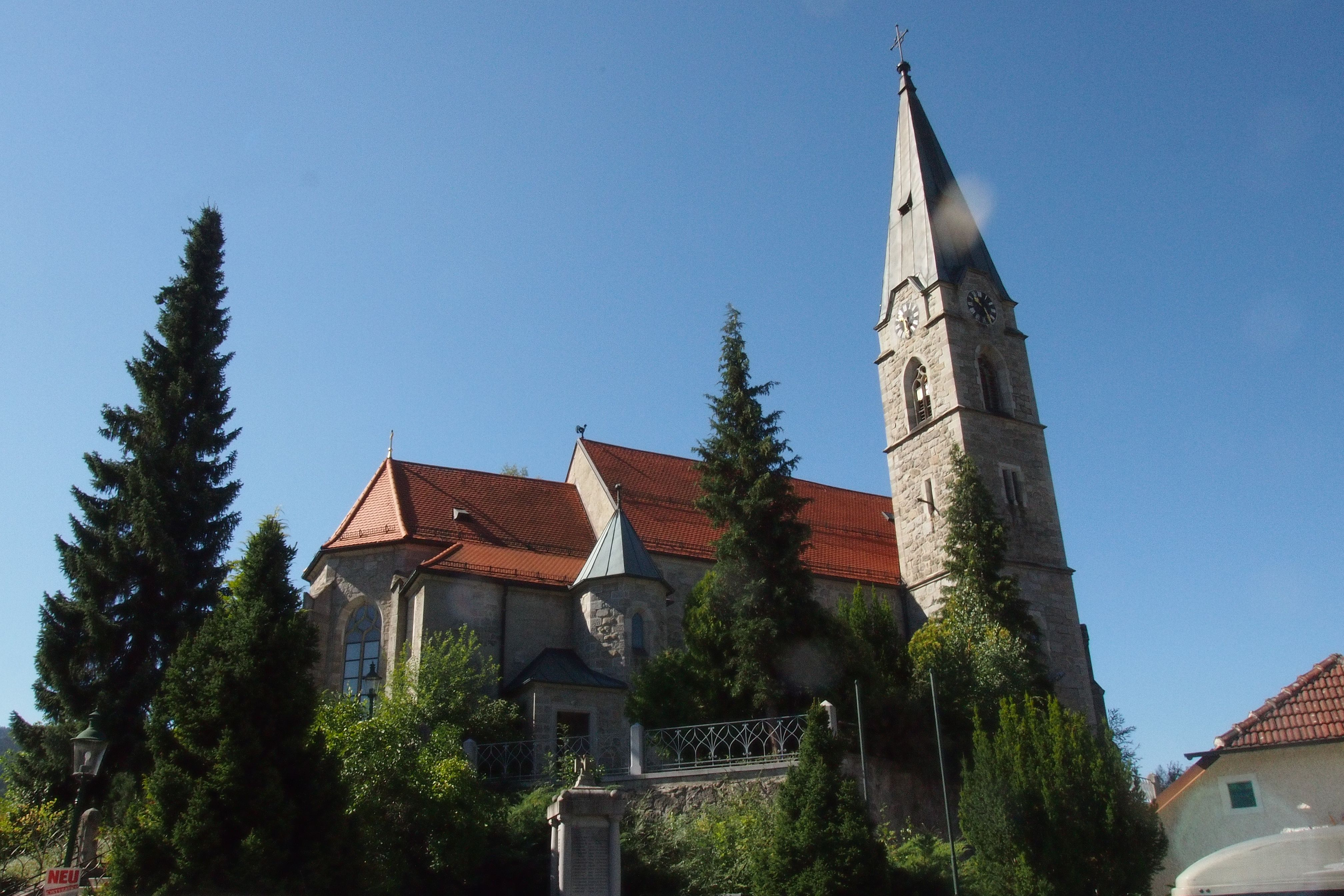
Kath. Pfarrkirche hl. Oswald in St. Oswald bei Freistadt

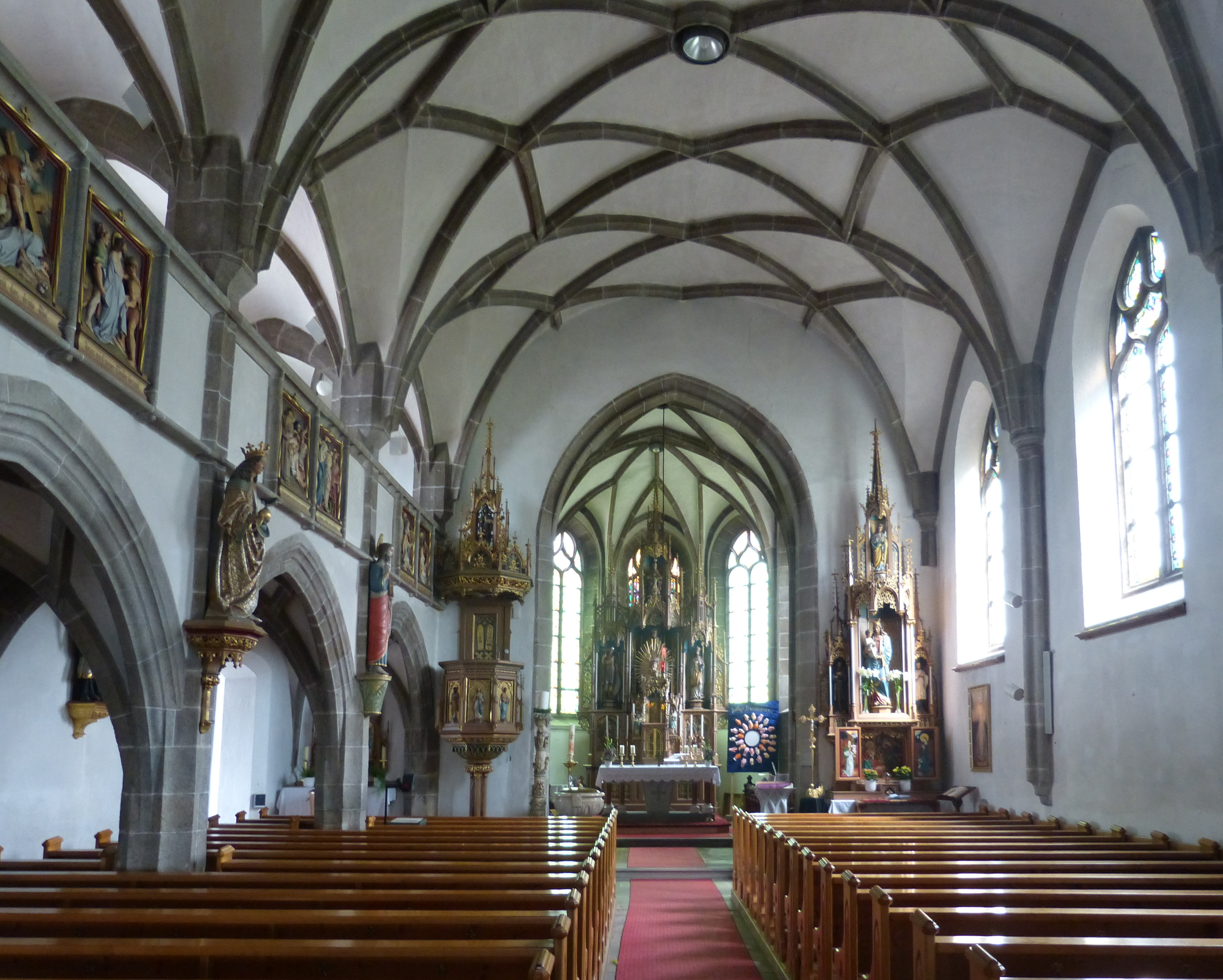
Langhaus, Blick zum Chor

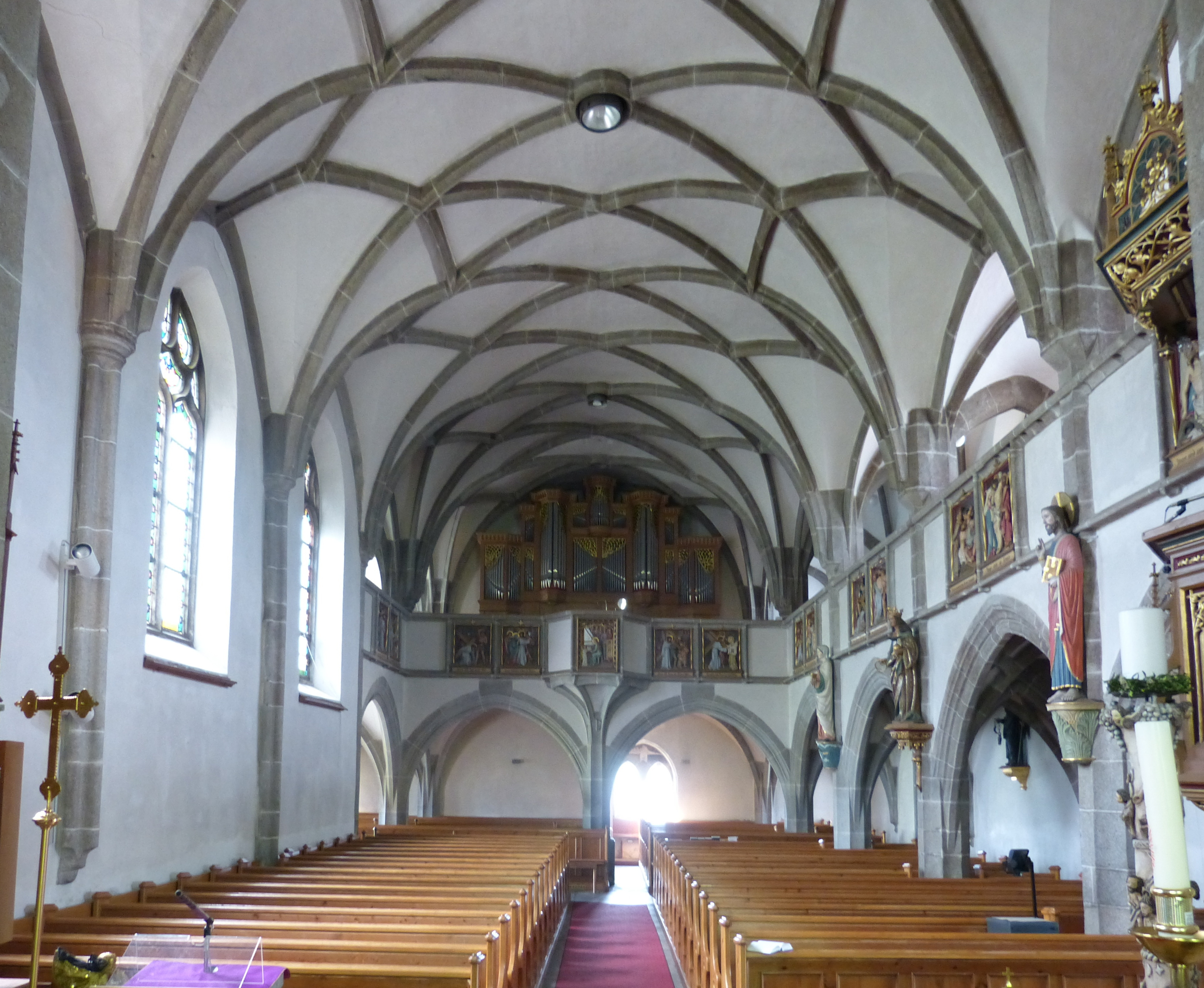
Langhaus, Blick zur Orgelempore

Die römisch-katholische Pfarrkirche St. Oswald bei Freistadt steht erhöht auf einer Hügelkuppe am südwestlichen Ortsrand in der Marktgemeinde St. Oswald bei Freistadt im Bezirk Freistadt in Oberösterreich. Die dem Patrozinium hl. Oswald unterstellte Pfarrkirche gehört zum Dekanat Freistadt in der Diözese Linz. Die Kirche steht unter Denkmalschutz (Listeneintrag).

## Geschichte
Urkundlich wurde 1260 eine Kirche genannt. 1626 entstanden im Kircheninneren Schäden durch protestantische Bauern.
1335 als Pfarre genannt, bestand 1343 keine Pfarre im kirchenrechtlichen Sinn, sondern ein Seelsorgesprengel der Pfarre Lasberg, die selbständige Pfarre wurde dem Stift Sankt Florian inkorporiert am 21. April 1698 gegründet.
Der spätgotische Chor entstand bis 1500. Das romanische und gotische Langhaus ursprünglich mit einer Flachdecke wurde um 1510/1520 stark umgebaut und gewölbt. Die Sakristei wurde 1707 vergrößert und gewölbt. Durch Matthäus Schlager erfolgte 1909/1910 eine starke Renovierung mit Um- und Zubauten, das Langhaus wurde in der Form und Proportion des gotischen Kirchenbaus dreischiffig um zwei Joche nach Westen erweitert, im Erweiterungbereich entstand eine südliche Erweiterung mit einer Empore, im Norden der Langhauserweiterung wurde ein neuer Turm angebaut, die Putze wurden abgeschlagen und das gotische Steinmauerwerk sowie alle Werksteine überarbeitet, die Fenster des Langhauses wurden vergrößert und erhielten neue Maßwerke, die Sakristei im nördlichen Chorwinkel wurde erweitert und erhielt einen Treppenturm und einen Vorbau, dabei Anbau einer Lourdeskapelle und einen nordostseitigen Aufgang.
Die Kirche wurde 1968 außen und 1976 innen restauriert. Die Altäre wurden 1986/1988 und 1990 restauriert.

## Architektur
Das Kirchenäußere ist völlig von der Renovierung und den Zubauten durch Matthäus Schlager bestimmt, das Kircheninnere ist durch die Angleichung der Spätgotik verpflichtet.
Das Langhaus hat drei östliche gotische Joche, zweischiffig mit einem breiten Hauptschiff und einem schmalen nördliche Seitenschiff, die zwei westlichen dreischiffigen Joche sind neugotisch, das südliche Seitenschiff springt querhausartig vorspringend. Die unterschiedlichen Seitenschiffe wurden mit dem Westjoch für den Einbau von Emporen genutzt, damit sind nur die vier östlichen Joche des Mittelschiffes als einheitlicher Kirchenraum (in der Art der Pfarrkirche Gramastetten) fassbar.
Das gotische Nordportal ist vermauert und zeigt das Mosaik Christus am Ölberg.

## Ausstattung
Die Einrichtung ist neugotisch. Es gibt eine gotische Statue des hl. Oswald aus dem Ende des 15. Jahrhunderts. Die Statuen Leonhard und Johannes Nepomuk sind barock. Das marmorne ovale Taufbecken ist klassizistisch aus dem Anfang des 19. Jahrhunderts.